# The Accused (The Musketeers)
The Accused, es el noveno episodio de la segunda temporada de la serie The Musketeers, emitido el 20 de marzo del 2015.

## Historia
Los mosqueteros deben de proteger a la reina Anne, cuando el espía español Comte de Rochefort la acusa de traición, luego de que ella rechazara sus avances y lo atacara luego de que Rochefort intentara abusar de ella, mientras tanto los mosqueteros deben de probar que Rochefort es un espía español para salvar a la reina Anne, a Aramis y a Constance de las mentiras de Rochefort.

## Elenco

### Personajes Principales
| Actor             | Personaje                 |
| ----------------- | ------------------------- |
| Santiago Cabrera  | Aramis                    |
| Alexandra Dowling | Reina Anne de Austria     |
| Howard Charles    | Porthos                   |
| Tom Burke         | Athos                     |
| Luke Pasqualino   | D'Artagnan                |
| Tamla Kari        | Constance Bonacieux       |
| Maimie McCoy      | Milady de Winter          |
| Hugo Speer        | Capitán Treville          |
| Ryan Gage         | Rey Louis XIII de Francia |
| Marc Warren       | Comte de Rochefort        |

### Personajes Secundarios
| Actor           | Personaje      |
| --------------- | -------------- |
| Ed Stoppard     | Doctor Lemay   |
| Hara Yannas     | Hermana Teresa |
| Phil Rowson     | Villefort      |
| Marianne Oldham | Catherine      |
| Charlotte Salt  | Marguerite     |